# Aglyptodactylus inguinalis
Aglyptodactylus inguinalis es una especie de anfibio anuro de la familia Mantellidae.

## Distribución geográfica
Esta especie es endémica de la costa este de Madagascar. Se encuentra hasta 481 m sobre el nivel del mar. Vive en la selva tropical de tierras bajas.

## Taxonomía
Esta especie ha sido identificada por su sinonimia con Aglyptodactylus madagascariensis por Köhler, Glaw, Pabijan y Vences en 2015.

## Publicación original
- Günther, 1877: Descriptions of some new Species of Reptiles from Madagascar. Annals and Magazine of Natural History, sér. 4, vol. 19, p. 313-317[4]